# Gregory Pincus
Gregory Goodwin Pincus (9 april 1903 - 22 augustus 1967) was een Amerikaans bioloog. Pincus was endocrinoloog en mede-uitvinder van de anticonceptiepil.

## Biografie
Pincus werd in 1903 in Woodbine in de staat New Jersey geboren als zoon van een uit Polen geïmmigreerd Joods echtpaar. Hij doorliep de Cornell-universiteit, waar hij in 1924 zijn bachelor in de Landbouwkunde haalde. Vervolgens studeerde hij af aan de Harvard-universiteit, met een graad in de zoölogie. Van 1927 tot 1930 deed hij biologisch onderzoek aan de Universiteit van Cambridge en bij het Kaiser-Wilhelm-Gesellschaft in Berlijn. Daarna werd hij docent aan de Harvard-universiteit, die hem in 1931 tot assistent-hoogleraar bevorderde.

## Privé
Hij trouwde in 1924 met Elizabeth Notkin, met wie hij 3 kinderen had.
- Bibsys: 5035724
- Bibliothèque nationale de France: cb14066138c (data)
- Gemeinsame Normdatei: 13332446X
- International Standard Name Identifier: 0000 0001 0980 0141
- Library of Congress Control Number: n89665458
- Nationale Bibliotheek van Tsjechië: nlk20020107824
- Nationale Bibliotheek van Israël: 987007280934105171
- Nederlandse Thesaurus van Auteursnamen: 072346159
- SNAC: w6pk0h8p
- Système universitaire de documentation: 086036556
- Virtual International Authority File: 64211713
- WorldCat: E39PBJqVRwJMhjrXHYQ9q7F9Xd